# Monastère de Kuveždin
Le monastère de Kuveždin (en serbe cyrillique : Манастир Кувеждин ; en serbe latin : Manastir Kuveždin) est un monastère orthodoxe serbe situé en Voïvodine, situé près de Divoš, dans la municipalité de Sremska Mitrovica. Il est un des 16 monastères de la Fruška gora, dans la région de Syrmie. Il dépend de l'éparchie de Syrmie et figure sur la liste des monuments d'importance exceptionnelle de la république de Serbie (identifiant no SK 1045).
Le monastère est dédié à saint Sava.

## Présentation

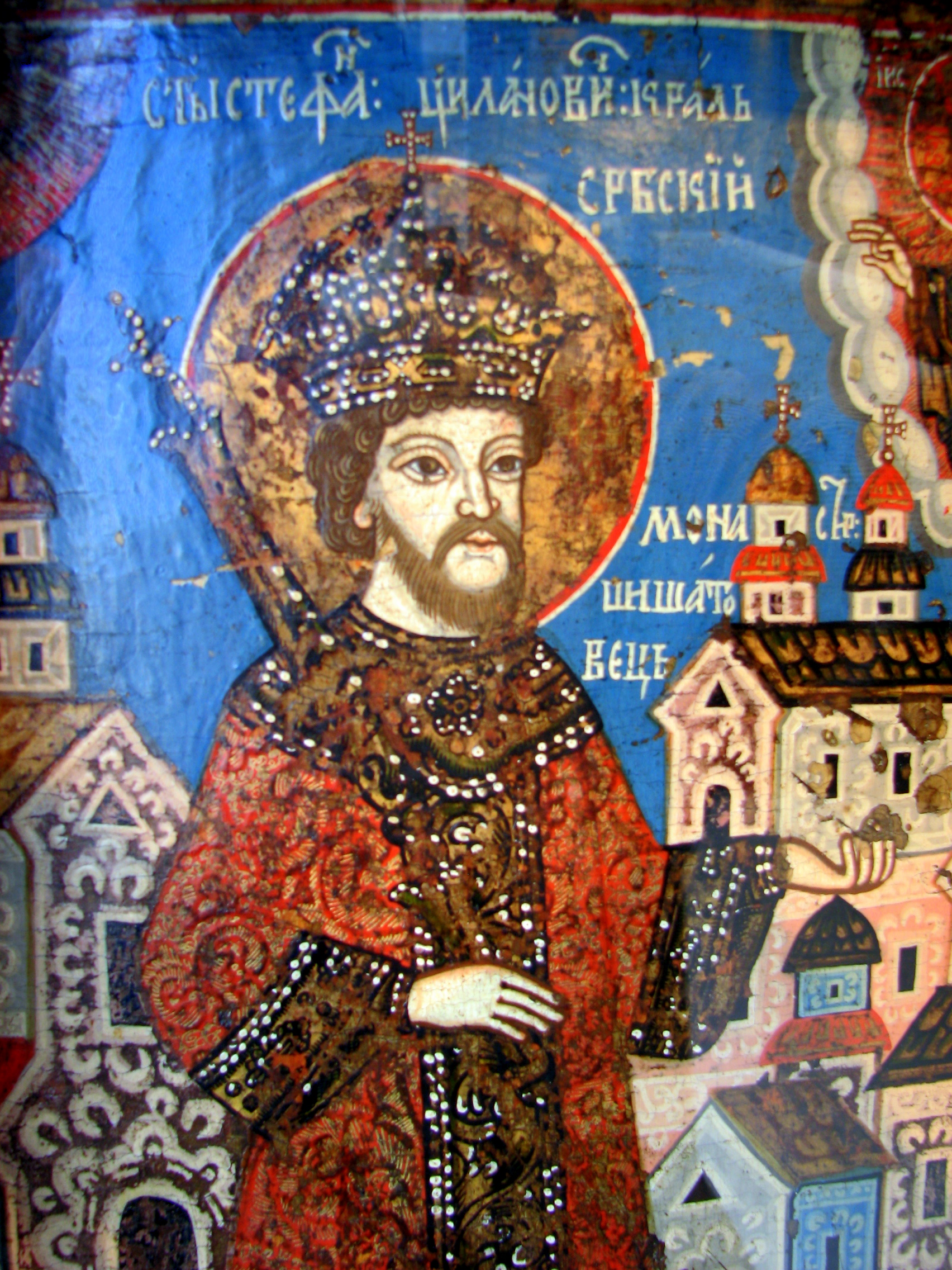
Saint Stefan Štiljanović, le fondateur potentiel du monastère.

La tradition attribue la fondation du monastère de Kuveždin à Stefan Štiljanović (sr). La première mention fiable de son existence date de 1566-1569. En 2009, le complexe monastique a été entièrement reconstruit.

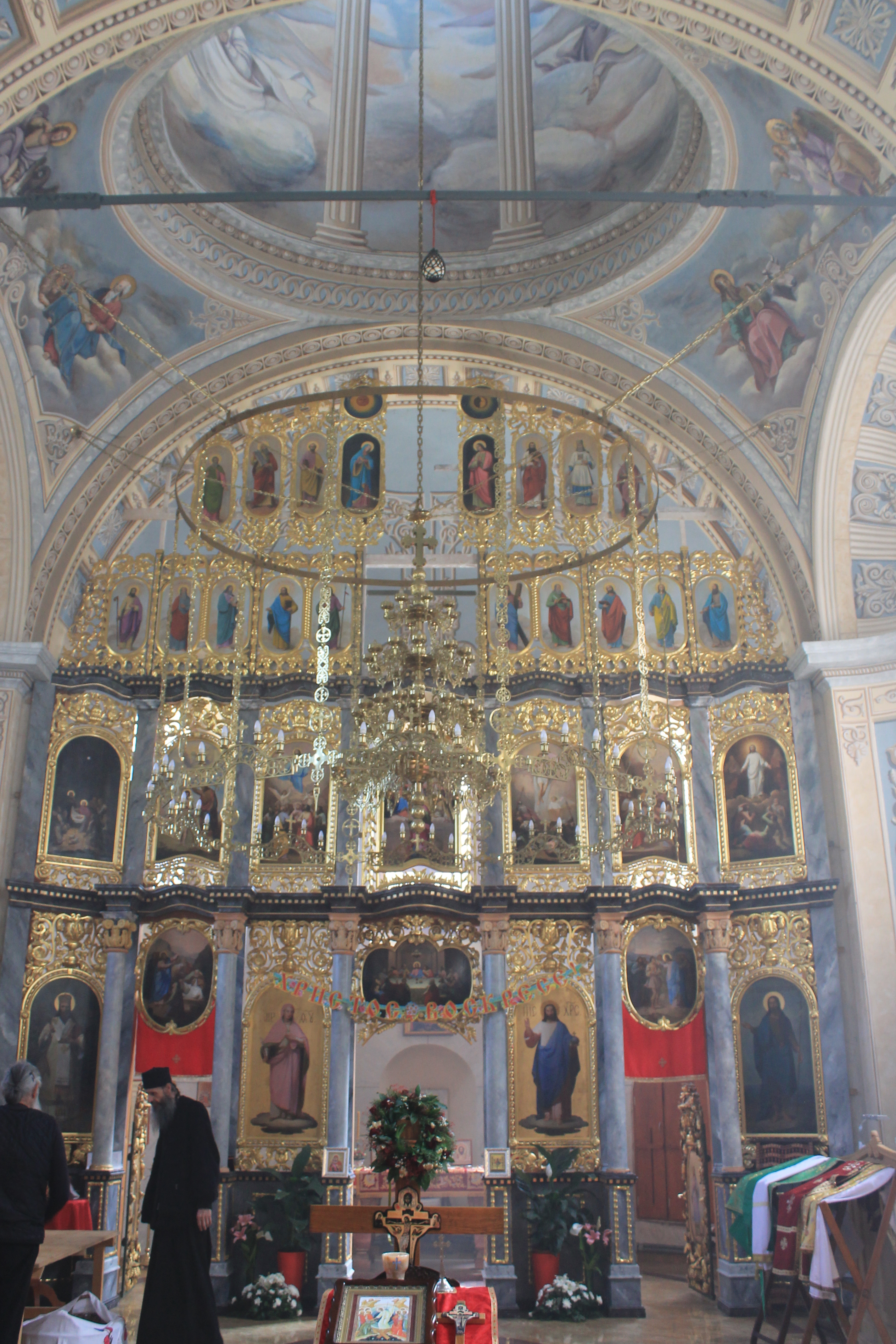
L'iconostase de l'église.